# 나쿠이촌
나쿠이촌(名久井村)은 아오모리현 산노헤군에 설치되었던 촌이다. 현재의 난부정에 해당한다.

## 연혁
- 1889년 4월 1일 - 정촌제 시행에 의해 산노헤군 가미나쿠이촌, 시모나쿠이촌, 다카세촌, 히라촌, 호코지촌, 도리세나이촌, 도리타니촌을 합병해, 나쿠이촌이 발족하였다.
- 1937년 8월 1일 - 산노헤군 기타가와촌, 히라라사키촌과 경계의 일부를 변경하였다.
- 1955년 7월 29일 - 산노헤군 기타가와촌과 합병해, 나가와정이 되어 소멸하였다.